# Beckenried
Beckenried là một khu tự quản ở bang Nidwalden tại Thụy Sĩ.